# Guerra Fria (1979–1985)

Alianças em 1980.

Este período da Guerra Fria de 1979 a 1985 que se insere, foi quando as relações entre as duas superpotências se tornaram piores, decorrente da Invasão soviética do Afeganistão. A mudança correspondente na política ocidental da Détente se tornou mais agressiva contra os soviéticos, favorecidos pelo ex-presidente dos Estados Unidos, Ronald Reagan e a ex-primeira-ministra britânica, Margaret Thatcher, que haviam deixado claro seu compromisso filosófico de combater o expansionismo soviético no mundo em desenvolvimento. Houve um retorno na corrida armamentista, com a questão de estacionar mísseis de médio alcance na Europa permaneceu incerto, e a proposta dos EUA sobre a Iniciativa Estratégica de Defesa que introduziu um novo paradigma e ameaçava a equação da Destruição mútua assegurada. Esta fase da Guerra Fria terminou pouco depois de Mikhail Gorbachev assumir a liderança da União Soviética, e demonstrou um claro compromisso de reduzir as tensões entre o Ocidente e Oriente.